# Tachina griseicollis
Tachina griseicollis là một loài ruồi trong họ Tachinidae.